# (2098) Zyskin
(2098) Zyskin (1972 QE; 1934 NE; 1957 QH) ist ein Asteroid des inneren Hauptgürtels, der am 18. August 1972 von Ljudmyla Schurawlowa am Krim-Observatorium entdeckt wurde.

## Benennung
Der Asteroid wurde nach Lev Jurjewitsch Zyskin benannt, einem Professor des Crimean Medical Institute und Leiter des dortigen Lungenoperationszentrums.